# 阪脩
阪 脩（さか おさむ、1930年〈昭和5年〉11月7日 - ）は、日本の声優、俳優。
大阪府大阪市出身。青二プロダクション所属。
主な出演作に『ブラック・ジャック』（本間丈太郎）、『甲虫王者ムシキング 森の民の伝説』（ルター）、『チャンス〜トライアングルセッション〜』（海原将）、『機動警察パトレイバー』（榊清太郎）、『攻殻機動隊 STAND ALONE COMPLEX』（荒巻大輔）などがある。

## 略歴
祖母に連れられて、歌舞伎を見に行っており、幼い頃から芝居に触れて興味もあったと語る。
戦時中は15歳の時から海軍飛行予科練習生の16期であり、京都府与謝郡栗田村で終戦を迎える。
大阪市立汎愛高等学校卒業。
その後は約10年間は目標が見つからないため、仕事を転々としていた。ある会社でアルバイトをしていた縁もあり、朝日放送とつながりができ、放送劇団員の募集で「そろそろ定職につかないと親も心配するだろうから」と軽い気持ちで受験したところ合格して25歳ぐらいから朝日放送劇団に入団してラジオドラマで役者の仕事を始める。
その内にテレビに出演する。しかし30歳になり、「このまま『楽しい』だけでいいのか?」と疑問に感じて本格的に芝居に取り組むためにレギュラーを降板して妻の太田を実家に預けて単独上京し、朝日放送東京本社支社の関係者たちの計らいで役者の仕事をしながら劇団新劇場に入団して舞台に立つ。
劇団解散後、熊倉一雄から誘われてテアトル・エコーに入団してアニメ、吹き替えの声優としての活動を始める。その後、青二プロダクションに所属。

## 人物
音域はG - D。
アニメ、洋画、CDドラマ、ゲーム等に出演の他、ラジオ、舞台にも出演している。
小川びいによると、渋い声と堅実な演技が画面を引き締めてくれるという。
大阪府出身であり、関西弁の役を演じることもある。この他後進の育成にも協力しており、現在は青二塾大阪校の専属講師として、月1回授業を受け持っている。
同じく声優である大木民夫が病気療養のため 一部の作品で持ち役の降板を余儀なくされた際、アメリカのWebアニメである『FはFamilyのF』（2015年・2017年）のホルテンヴァッサー役をシーズン2より引き継いだ。
特技は義太夫、大阪弁、関西弁。趣味は文楽、歌舞伎観賞。好きな色は深い緑。トランスフォーマーシリーズでは、「そういう色の役が来ないかいつも気にしていた」と話している。

## 代役・後任
近年では一部を除いてレギュラーおよび過去に演じたキャラクターは降板している。
| 後任     | 役名     | 概要作品                     | 代役の初担当作品               |
| -------- | -------- | ---------------------------- | ------------------------------ |
| 中博史   | 荒巻大輔 | 『攻殻機動隊 SAC_2045』      | シーズン2                      |
| 稲葉実   | ライナー | 『バトルガンM-16』           | WOWOW追加収録部分              |
| 橋本信明 | タカギ   | 『ダイ・ハード』テレビ朝日版 | スター・チャンネル追加収録部分 |

## 出演
太字はメインキャラクター。

### テレビアニメ
1965年
- 宇宙少年ソラン

1969年
- 忍風カムイ外伝（スクミ）

1970年
- いなかっぺ大将

1971年
- あしたのジョー
- アニメンタリー 決断

1972年
- 原始少年リュウ
- 正義を愛する者 月光仮面（ガラロフ）
- ルパン三世

1973年
- ジャングル黒べえ（大酋長、サメマリン）
- 侍ジャイアンツ
- 荒野の少年イサム

1974年
- 柔道讃歌（荒尾部長）

1975年
- アラビアンナイト シンドバットの冒険（ランプの精）
- 宇宙戦艦ヤマト（ゲール）
- ラ・セーヌの星（ルイ16世、シュロ）
- ルパン三世（第2作）（1977年 - 1980年）

1978年
- 宇宙戦艦ヤマト2（参謀総長）

1979年
- 金髪のジェニー（ジェームズ・リード）
- サイボーグ009（クレコール）
- ドカベン（武蔵坊）

1980年
- 科学忍者隊ガッチャマンF（ピース博士）
- 太陽の使者 鉄人28号（ギャバン）

1981年
- おはよう!スパンク
- じゃりン子チエ（決斗の親猫、耳なし呆一）
- ダッシュ勝平（1981年 - 1982年、泥棒、青沢監督、長島社長、親方）
- ヤットデタマン（1981年 - 1982年、遠山金五郎）

1982年
- 怪物くん（ハンニャラ、金造、悪魔塾の塾長）
- 逆転イッパツマン（トウヤマ）
- ゲームセンターあらし（大岩雷太）
- 白い牙 ホワイトファング物語（ティム・キーナン）
- 超時空要塞マクロス（早瀬提督、町会長）
- 二死満塁（山川徳蔵）

1983年
- イタダキマン（ブラック）
- キャッツ♥アイ（ルカ・ロクサスJr.）
- 特装機兵ドルバック（アモフ）
- 未来警察ウラシマン（グルメーン）

1984年
- オヨネコぶーにゃん（ガラメ）
- 機甲界ガリアン（1984年 - 1985年、ローダン、審問官）

1985年
- ルパン三世 PARTIII

1986年
- 愛少女ポリアンナ物語（ジェレマイア・O・ホワイト）
- オズの魔法使い（ノーム王）
- 生徒諸君!心に緑のネッカチーフを（校長）
- ドテラマン（タイム旅行鬼）
- ドラえもん（テレビ朝日版第1期）（お殿様）
- 光の伝説（店主）

1987年
- 愛の若草物語（フレディリック・マーチ）
- シティーハンター（皆川）
- 新メイプルタウン物語 パームタウン編（グラント、ヒギンズ）
- 聖闘士星矢（1987年 - 1989年、ヤコフの祖父、ポセイドンの声）
- ドラゴンボール（1987年 - 1988年、孫悟飯、クレス王、カリント）
- トランスフォーマー ザ☆ヘッドマスターズ（1987年 - 1988年、チャー、メトロフレックス）

1988年
- エスパー魔美（石子金太郎、年波親方）
- 美味しんぼ（1988年 - 1993年、大原大蔵、浄瑠璃） - 1シリーズ + 特別編2作品
- おそ松くん（インベーダー）
- キテレツ大百科（1988年 - 1996年、旅人、秀麿、寅吉）
- グリム名作劇場（1988年 - 1989年、王様、父親） - 2シリーズ
- 小公子セディ（ウィリアム・ハヴィシャム）
- ハロー!レディリン（ペギーの父）
- ビックリマン（ダム神）

1989年
- 機動警察パトレイバー（榊清太郎）
- ジャングル大帝（ヌー）
- 戦え!超ロボット生命体 トランスフォーマーV（ライクル）
- ドラゴンクエスト（1989年 - 1991年、ヨーゼ、声、国王）
- ドラゴンボールZ（孫悟飯）

1990年
- 魔法使いサリー（1990年 - 1991年、イーグル、国王）

1991年
- アニメひみつの花園（クレイヴン）
- ハイスクールミステリー学園七不思議（中島医師）
- 笑ゥせぇるすまん（1991年 - 1993年、出雲若志、仙人、新部長、彼木尚平） - 1シリーズ + 特別編

1992年
- クレヨンしんちゃん（臼井校長、キャプテン）
- コボちゃん
- 美少女戦士セーラームーン（1992年 - 1994年、サキコの父、老人、エドワーズ） - 3シリーズ
- ママは小学4年生（大山巌之介）

1994年
- ツヨシしっかりしなさい（松井社長）
- 七つの海のティコ（メルビル）

1995年
- アニメ世界の童話（海軍提督）
- 空想科学世界ガリバーボーイ（ベニス王）
- バーチャファイター（保安官）

1996年
- 快傑ゾロ（総督）
- ご近所物語（大沢）
- ゲゲゲの鬼太郎（第4作）（1996年 - 1997年、静子の父、天狗、保谷博士、金城）
- 天空のエスカフローネ（メイデン）
- 名探偵コナン（1996年 - 2003年、武居勝彦、潮文造、相馬竜介）

1997年
- 手塚治虫の旧約聖書物語（アロン）
- ネクスト戦記EHRGEIZ（バルザック）
- ルパン三世 ワルサーP38（ICPO長官）

1998年
- カードキャプターさくら（雨宮真嬉）
- DTエイトロン（ヨゼフ）
- MASTERキートン（クリフォード・フェリス）
- まもって守護月天!（校長先生）
- ヨシモトムチッ子物語（ニカクカタツムリ）

1999年
- THE ビッグオー（スヴェン・マウリスキ）
- 週刊ストーリーランド（1999年 - 2001年、校長先生、坂本、老婆、新郎の父、重役、九兵衛、院長、浅井正一）

2000年
- ヴァンドレッド（2000年 - 2001年、艦長） - 2シリーズ
- 人形草紙あやつり左近（如月一徹）

2001年
- チャンス〜トライアングルセッション〜（海原将）
- テイルズ オブ エターニア THE ANIMATION（インフェリア王）
- ポケットモンスター（マルチェロ）

2002年
- 攻殻機動隊 STAND ALONE COMPLEX（荒巻大輔）
- ONE PIECE（2002年 - 2005年、ゼニィ、裁判長）

2003年
- セイント・ビースト〜聖獣降臨編〜（聖者、ナレーション）
- ブラック・ジャック2時間スペシャル 〜命をめぐる4つの奇跡〜（本間丈太郎）

2004年
- 攻殻機動隊 S.A.C. 2nd GIG（荒巻大輔）
- 吟遊黙示録マイネリーベ（馳河）
- 絢爛舞踏祭 ザ・マーズ・デイブレイク（艦隊司令官）
- 火の鳥（老人マサト）
- ブラック・ジャック（本間丈太郎）
- MONSTER（2004年 - 2005年、部長）

2005年
- ギャラリーフェイク（船越元太郎）
- 新釈 眞田十勇士 The Animation（今出川右大臣晴季）
- リングにかけろ1（2005年 - 2010年、志那虎の父） - 3シリーズ

2006年
- 怪 〜ayakashi〜 四谷怪談（鶴屋南北）
- ARIA The NATURAL（お爺さん）
- 甲虫王者ムシキング 森の民の伝説（ルター）
- ブラック・ジャック21（本間丈太郎）
- 雪の女王（白熊）

2007年
- シグルイ（朝倉筑後守宣正）
- スカルマン（黒潮豪蔵）
- 桃華月憚（守東益之）

2008年
- ゴルゴ13（船長）
- ねぎぼうずのあさたろう（大根斎）
- はたらキッズ マイハム組（ナニワ）
- 薬師寺涼子の怪奇事件簿（桂川平蔵）

2009年
- DARKER THAN BLACK -流星の双子-（三船）

2011年
- 日常（兵士隊長）
- ブレイド（ノア・ヴァン・ヘルシング）

2012年
- まじっく快斗（ロバート）

2013年
- 義風堂々!! 兼続と慶次（千利休）
- ソードアート・オンライン Extra Edition（リヴァイアサン）

2014年
- シドニアの騎士（丹波新輔）
- ディスク・ウォーズ:アベンジャーズ（プロフェッサーX）
- 東京ESP（総理）

2015年
- Go!プリンセスプリキュア（錦戸）
- シドニアの騎士 第九惑星戦役（丹波新輔）

2016年
- 紅殻のパンドラ（ポセイドン）
- 昭和元禄落語心中（大旦那）

2018年
- カードキャプターさくら クリアカード編（雨宮真嬉）

### 劇場アニメ
1977年
- 宇宙戦艦ヤマト（ゲール）

1978年
- さらば宇宙戦艦ヤマト 愛の戦士たち（ゴーランド）

1979年
- ルパン三世 カリオストロの城

1980年
- 11ぴきのねこ（ネコA、巨大魚）

1982年
- 対馬丸 —さようなら沖繩—（炊事係）

1986年
- 時空の旅人（平野兵蔵）

1987年
- バツ&テリー（校長）

1988年
- エスパー魔美 星空のダンシングドール（浄瑠璃）
- ビックリマン 第一次聖魔大戦（制空キング）

1989年
- 伊勢湾台風物語（今井台長）
- 機動警察パトレイバー the Movie（榊清太郎）

1990年
- おじさん改造講座（大田黒常務）
- 風の名はアムネジア（シンプソン）
- シティーハンター ベイシティウォーズ（ギリアム将軍）

1991年
- ドラえもん のび太のドラビアンナイト（シンドバッド）

1992年
- 紅の豚
- 21エモン 宇宙いけ! 裸足のプリンセス（支配人）

1993年
- 機動警察パトレイバー 2 the Movie（榊清太郎）
- 銀河英雄伝説 新たなる戦いの序曲（フリードリヒ4世）
- 獣兵衛忍風帖（覆面武士）

1994年
- 三国志 完結編・遥かなる大地（呂蒙）

1995年
- 劇場版 スレイヤーズ（ラウディ＝ガブリエフ）
- MEMORIES「最臭兵器」（鎌田）
- ルパン三世 くたばれ!ノストラダムス（ダグラス）

1998年
- ドラえもん のび太の南海大冒険（キャプテン・コルト）

2004年
- スチームボーイ（英国軍元帥）
- ドラえもん のび太のワンニャン時空伝（老犬イチ）

2006年
- ゲド戦記（国王の家臣）

2017年
- 名探偵コナン から紅の恋歌（阿知波研介）

2021年
- シドニアの騎士 あいつむぐほし（丹波新輔）

### OVA
1986年
- 機甲界ガリアン 大地の章（ローダン）
- 機甲界ガリアン 天空の章（ローダン）
- 戦え!超ロボット生命体トランスフォーマー スクランブルシティ発動編（ホイルジャック）

1987年
- ダーティペア（ジェイド）
- 大魔獣激闘 鋼の鬼（ガルン）
- 破邪大星ダンガイオー（賢将サンティラ）
- LILY-C.A.T.（マイク・ハミルトン）

1988年
- 機甲猟兵メロウリンク（オスカー・フォン・ヘルメシオン准将）
- 機動警察パトレイバー（榊清太郎）
- 銀河英雄伝説（1988年 - 1989年、フリードリヒ4世、ロイヤル・サンフォード）
- Crying フリーマン（水星爺、石田悟剣、王大人）
- 遠山桜宇宙帖 奴の名はゴールド（レトクラード・ディザーズマウント執政官）
- 魔界都市〈新宿〉（ラマ主席）

1989年
- ARIEL（1989年 - 1991年、岸田博士）
- エンゼルコップ（舞坂）
- 華星夜曲（花井仁吉）
- 敵は海賊〜猫たちの饗宴〜（オールド・カルマ）
- MEGAZONE23 III（デレクマン）
- やじきた学園道中記 幻の皇一族編（村雨玄蔵）

1990年
- 傷だらけの天使たち
- 電脳都市OEDO808（マシバ幕僚長）
- A-Ko The VS（寿財団会長）
- ロードス島戦記（1990年 - 1991年、ファーン王）

1991年
- 機動戦士ガンダム0083 STARDUST MEMORY（ホーキンズ・マーネリ准将）
- 3×3 EYES（藤井教授）
- 帝都物語（渋沢栄一）

1992年
- OZ（ルパート・エプスタイン）
- 機神兵団（ナカジマ機長）
- 創竜伝

1994年
- 新・キューティーハニー（如月博士）
- 真・孔雀王（座主）
- 覇王大系リューナイト アデュー・レジェンド（バーナー王）

1995年
- 沈黙の艦隊（竹上登志雄）
- 人間革命（牧口常三郎）

1996年
- ファイアーエムブレム 紋章の謎（ベクト）

1997年
- サイコダイバー 魔性菩薩（工藤）

1998年
- 銀河英雄伝説外伝 千億の星、千億の光（フリードリヒ4世）
- 魔界転生（宮本武蔵）

2006年
- 攻殻機動隊 STAND ALONE COMPLEX Solid State Society（荒巻大輔）
- HELLSING（神父）

2008年
- 舞-乙HiME 0〜S.ifr〜（スミス）
- METAL GEAR SOLID 2 BANDE DESSINEE（セルゲイ・ゴルルコビッチ）

2010年
- 装甲騎兵ボトムズ 幻影篇（ヴィアチェスラフ・ダ・モンテ＝ウェルズ）

### Webアニメ
- 攻殻機動隊 SAC 2045（2020年、荒巻大輔[52]）

### ゲーム
1991年
- エグザイル 〜時の狭間へ〜
- スーパーシュヴァルツシルト（ジェイムズ・サンデッカー）

1992年
- スーパーシュヴァルツシルト2（ジェイムズ・サンデッカー）
- 未来少年コナン（ナレーション）※PCエンジン版
- ロードス島戦記（ファーン王）※PCエンジン版

1993年
- 機動警察パトレイバー 〜グリフォン篇（榊清太郎）

1994年
- ポリスノーツ（ゲイツ・ベッカー）
- ロードス島戦記 英雄戦争（ファーン王）

1995年
- ダブルドラゴン（コガ・シューコー）

1996年
- メルクリウスプリティ for Windows（師匠）

1997年
- 熱砂の惑星（ピアズ）
- マリア 君たちが生まれた理由（二階堂泰徳）

1999年
- DEAD OR ALIVE 2（万骨坊）

2000年
- グランディアII（ゼラ）
- 決戦（黒田如水）
- さらば宇宙戦艦ヤマト 愛の戦士たち（ゴーランド）
- サンライズ英雄譚R（ローダン）
- ロードス島戦記 邪神降臨（バグナード）

2001年
- 松本零士999 〜Story of Galaxy Express 999〜（足立博士）
- メタルギアソリッド2（セルゲイ・ゴルルコビッチ）

2002年
- スター・ウォーズ ローグ スコードロン II（アクバー提督）
- DEAD OR ALIVE 3（幻羅）

2003年
- ANUBIS ZONE OF THE ENDERS（ロイド）
- 機動戦士ガンダム めぐりあい宇宙（キルスティン・ロンバート）
- スター・ウォーズ ローグ スコードロン III（ダース・シディアス）

2004年
- 青い涙（バルゴーフ）
- 宇宙戦艦ヤマト イスカンダルへの追憶（ゲール）
- エースコンバット5（ミヒャエル・ハイメロート）
- ゼノサーガ エピソードII［善悪の彼岸］（ディミトリ・ユーリエフ）
- DEAD OR ALIVE ULTIMATE（万骨坊）
- ドラゴンボール アドバンスアドベンチャー（孫悟飯じいちゃん）
- メタルギアソリッド3（ジ・エンド）

2005年
- DEAD OR ALIVE 4（万骨坊）

2006年
- ジョジョの奇妙な冒険 ファントムブラッド（トンペティ）
- ゼノサーガ エピソードIII［ツァラトゥストラはかく語りき］（ディミトリ・ユーリエフ）
- ドラゴンボールZ スパーキング! ネオ（孫悟飯じいちゃん）

2007年
- SDガンダム GGENERATION（2007年 - 2016年、キルスティン・ロンバート） - 2作品
- ドラゴンボールZ スパーキング! メテオ（孫悟飯じいちゃん）

2008年
- 龍が如く 見参!（徳川家康）

2009年
- テイルズ オブ グレイセス（コーネル）
- ドラゴンボール 天下一大冒険（孫悟飯じいちゃん）

2010年
- ドラゴンボールDS2 突撃!レッドリボン軍（孫悟飯じいちゃん）
- メタルギアソリッド ピースウォーカー（統合参謀本部議長、ジ・エンド）

2011年
- DEAD OR ALIVE Dimensions（万骨坊、幻羅）

2012年
- イース セルセタの樹海（レオ）
- シャイニング・ブレイド（ベイルグラン）
- スーパーロボット大戦OGサーガ 魔装機神II REVELATION OF EVIL GOD（サティルス・ギャレール）

2015年
- スーパーロボット大戦BX（ローダン）
- メタルギアソリッドV ファントムペイン（コードトーカー）

2018年
- 名探偵ピカチュウ（ジョン・ワールス）

### ドラマCD
- アニメイトCDコレクション サイバーボッツ（ガウェイン）
- 集英社カセットコミックシリーズ 花の慶次 -雲のかなたに-（前田利家）
- 新撰組異聞 蒼き狼たちの神話1 天道（勝海舟）
- ドラマCD 終わりのクロニクル（ハーゲン）
- ねこきっさ（山岡大海）

### 吹き替え

#### 担当俳優
アンソニー・ホプキンス
- アトランティスのこころ（テッド・プローディガン）
- ジャガーノート（ジョン・マクロード警視）
- フリージャック（マッキャンドレス）

ウィリアム・シャトナー
- デンジャラス・ビューティー（スタン・フィールズ）※ソフト版
- デンジャラス・ビューティー2（スタン・フィールズ）※ソフト版
- 面会時間（ゲイリー・ベイラー）

クリストファー・プラマー
- インサイド・マン（アーサー・ケイス）
- 陰謀（ウェイクマン）
- スカイエース（シンクレア）
- 黙秘（ジョン・マッケイ警部）※ソフト版

ケヴィン・マッカーシー
- 悪魔たち、天使たち（リード・タイラー）
- 荒馬と女（レイモンド）※テレビ朝日版
- ピラニア（ロバート・ホーク博士）

ジェームズ・カレン
- ウォール街（リンチ）
- カプリコン・1（副大統領）※機内上映版
- 刑事スタスキー&ハッチ シーズン1 #9（カーター）
- こちらブルームーン探偵社 パイロット版（アラン）
- チャイナ・シンドローム（マック・チャーチル）

ジェフリー・ルイス
- ダーティファイター（オーヴィル・ボッグス）
- デッドフォール（シュローダー署長）※テレビ朝日版
- 特攻野郎Aチーム シーズン4 #10（マック・ストッダード大佐）

ジョン・クリーズ
- アウト・オブ・タウナーズ（支配人マルソー）
- 危険な動物たち（ロロ・リー）
- ピンクパンサー2（ドレフュス警視）
- ワンダとダイヤと優しい奴ら（アーチー）

ジョン・マホーニー
- アトランティス 失われた帝国（プレストン・ウイットモア）
- アトランティス 帝国最後の謎（プレストン・ウイットモア）
- ドク・ソルジャー/白い戦場（ヘンリー・ドレイフォス）※ソフト版
- フランティック（ジミー・R・ウィリアムズ）※ソフト版

ジョン・リスゴー
- 愛と追憶の日々（サム・バーンズ）
- 猿の惑星: 創世記（チャールズ・ロッドマン）
- サンタクロース（B.Z.）※劇場公開版

マーティン・ランドー
- エドtv（アル）
- 硝子の塔（アレックス・パーソンズ）※ソフト版
- 続・夜の大捜査線（シャープ牧師）
- タイムアクセル12:01（モッグスレー博士）
- わかれ路（ニール）

リチャード・クレンナ
- 美しき容疑者 海に消えた真実（ヴィンス）
- ホット・ショット2（デントン・ウォルターズ大佐）※ソフト版
- ランボー（サミュエル・トラウトマン大佐）※フジテレビ版
- ランボー/怒りの脱出（サミュエル・トラウトマン大佐）※フジテレビ版

ロバート・プロスキー
- 34丁目の奇跡（ヘンリー・ハーパー判事）
- ミセス・ダウト（ジョナサン・ランディ社長）※ソフト版
- ラスト・アクション・ヒーロー（ニック）※テレビ朝日版

ロバート・ロッジア
- 愛と青春の旅だち（バイロン・メイヨ）※フジテレビ版
- オーバー・ザ・トップ（ジェイソン・カトラー）※機内上映版
- ビッグ（マクミラン社長）※テレビ東京版
- ホーリーマン（ジョン・マクベインブリッジ）

#### 映画
- 愛と哀しみの旅路（カワムラ氏〈サブ・シモノ〉）※ソフト版
- 愛の選択（リチャード・ゲディス〈デヴィッド・セルビー〉）
- 愛は霧のかなたに（ルイス・リーキー〈イアン・カスバートソン〉）※テレビ朝日版
- 赤い殺意（英語版）（マイケル・ドブソン〈ウィリアム・ラス〉）
- 悪魔の改造人間（バート・アーサーズ〈モーリー・チェイキン〉）
- 悪魔の墓場（キンゼイ〈アルド・マサッソ〉）
- 足ながおじさん（グリッグス）※テレビ東京版
- アステロイド/最終衝撃（チャールズ・ネイピア〈アンソニー・ザーブ〉）※テレビ朝日版
- アダムス・ファミリー2（ゴメス・アダムス〈ラウル・ジュリア〉）※ソフト版
- アニー（捕獲人）
- アニマル・ハウス（カーマイン・ディパスト市長）※テレビ朝日版
- アマデウス（ファン・スヴィーテン男爵〈ジョナサン・ムーア〉）
- アメリカを震撼させた夜（テックス）
- アメリカン・プレジデント（ボブ・ラムソン上院議員〈リチャード・ドレイファス〉）
- 荒馬と女（カーボーイ(3)）※テレビ朝日版
- アリゲーター（市長〈ジャック・カーター〉）
- ある愛の詩（アディソン〈ロバート・モディカ〉）※日本テレビ版
- イウォーク・アドベンチャー（チュカ・トロック）※テレビ版
- 今そこにある危機（ジェームズ・カッター〈ハリス・ユーリン〉）※テレビ朝日版
- イヤー・オブ・ザ・ドラゴン（ルイス・ブコウスキー〈レイモンド・J・バリー〉）
- 依頼人（ハリー・ルーズベルト判事〈オジー・デイヴィス〉）※テレビ朝日版
- インディ・ジョーンズ/最後の聖戦（エルンスト・フォーゲル大佐〈マイケル・バーン〉）※フジテレビ版
- ウエスタン（スネイキー〈ジャック・イーラム〉）※テレビ朝日版
- エアポート'77/バミューダからの脱出（マーチン・ウォレス〈クリストファー・リー〉）※日本テレビ版、（スタン・ブチェック〈ダーレン・マクギャヴィン〉）※テレビ朝日版
- エイリアン2（ティム・クロウ〈ティップ・ティッピング〉、ヴァン・リューエン〈ポール・マクスウェル〉）※TBS版
- エイリアンVSヴァネッサ・パラディ（ボスコ〈ジャン＝ピエール・マリエール〉）
- エクスカリバー（エクター〈クライヴ・スウィフト〉）
- エクソシスト（バーク・デニングス〈ジャック・マッゴーラン〉）※TBS版
- エクソシスト3（ジョセフ・ダイアー神父〈エド・フランダース〉）※フジテレビ版
- エクセス・バゲッジ/シュガーな気持ち（アレキサンダー・ホープ〈ジャック・トンプソン〉）
- SF/ボディ・スナッチャー（デヴィッド・キブナー〈レナード・ニモイ〉）
- X-メン（エリック・レーンシャー / マグニートー〈イアン・マッケラン〉）※ソフト版
- エリン・ブロコビッチ（エドワード・L・マスリー〈アルバート・フィニー〉）※ソフト版
- エンゼル・ハート（ファウラー医師〈マイケル・ヒギンズ〉）※フジテレビ版
- エンティティー 霊体（ジョー・ミーハン〈レイモンド・シンガー〉）※日本テレビ版
- OK牧場の決斗（アイク・クラントン〈ライル・ベトガー〉）※テレビ東京版
- オール・ザット・ジャズ（バリンジャー医師）※LD版
- カーラの結婚宣言（ラドリー・テイト〈トム・スケリット〉）
- 風と共に去りぬ（ジョナス・ウィルカーソン）※日本テレビ旧録版・日本テレビ新録版
- 風とライオン ※テレビ朝日版
- 風に向って走れ（ルーク・トッド〈ハリー・ディーン・スタントン〉、ナレーター）
- ガタカ（ジョセフ〈ゴア・ヴィダル〉）※DVD・VHS版
- カリブの嵐（ジェームズ・バーネット卿〈バーナード・ベーレンス〉）※テレビ朝日版
- 華麗なるヒコーキ野郎（ワーフェル監督〈ロデリック・クック〉）
- 騎兵隊（グラント将軍〈スタン・ジョーンズ〉）※TBS新録版
- キラー・エリート（ウェイバーン〈ギグ・ヤング〉）
- キリング・フィールド（リチャード・ニクソン大統領）
- キング・オブ・デストロイヤー/コナンPART2（ナレーター〈マコ岩松〉）※テレビ朝日版
- クイックシルバー（英語版）（アーロン・クイックシルバー〈クリストファー・ロイド〉）
- グッドモーニング, ベトナム（テイラー少将〈ノーブル・ウィリンガム〉）※フジテレビ版
- グラン・ブルー（ルイ〈ジャン・ブイーズ〉）※テレビ東京版
- クリープショー（ビリーの父親〈トム・アトキンス〉、リチャード・ヴィッカーズ〈レスリー・ニールセン〉）
- クリッター（ジェイ・ブラウン〈ビリー・グリーン・ブッシュ〉）
- クリフハンガー（フランク〈ラルフ・ウェイト〉）※フジテレビ版
- グレート・ウォリアーズ/欲望の剣（枢機卿〈ロナルド・レイシー〉）
- クロコダイル・ダンディー2（ブラニガン〈ケネス・ウェルシュ〉）※フジテレビ版
- K-9/友情に輝く星（バイヤーズ〈ジェームズ・ハンディ〉）※テレビ朝日版
- 刑事ジョン・ブック 目撃者（ポール・シェイファー〈ジョセフ・ソマー〉）※フジテレビ版、（イーライ・ラップ〈ヤン・ルーベス〉）※テレビ朝日版
- 刑事ニコ/法の死角（カート・ゼーガン〈ヘンリー・シルヴァ〉）※テレビ朝日版
- ケイン号の叛乱（ブレイクリー〈ワーナー・アンダーソン〉）※フジテレビ版
- ゴーストバスターズ（レニー市長〈デヴィッド・マーギュリーズ〉）※テレビ朝日版
- ゴーストバスターズ2（レニー市長〈デヴィッド・マーギュリーズ〉）※フジテレビ版
- ゴーストハンターズ（チューおじさん、弁護士〈ジェリー・ハーディン〉）
- コードネームはファルコン（クリストファーの父〈パット・ヒングル〉）
- 荒野の襲撃・人質救出大作戦（英語版）（サンドヴァル〈ペドロ・アルメンダリス・Jr〉）
- ゴッドファーザー・サガ（ドン・エミリオ・バルジーニ、パット・ギアリー上院議員〈G・D・スプラドリン〉）
- ゴッドファーザー PART III（ドン・リシオ・ルケージ〈エンツォ・ロブッティ〉）※フジテレビ版
- コナン・ザ・グレート（ナレーター〈マコ岩松〉）※テレビ朝日版
- コマンドー（フランクリン・カービー将軍〈ジェームズ・オルソン〉）※テレビ朝日版・吹替の帝王版
- コロンブス（トマス・デ・トルケマーダ司教〈マーロン・ブランド〉）
- コンペティション（アンドリュー・アースキン〈サム・ワナメイカー〉）
- コンボイ（ステイシー・ラブ署長）
- 再会の街/ブライトライツ・ビッグシティ（ハーディ〈ジェイソン・ロバーズ〉）※VHS版
- さすらいの航海（キューバ大統領ブルー〈フェルナンド・レイ〉）
- ザ・タイタニック（エドワード・J・スミス〈ジョージ・C・スコット〉）
- ザ・チェイス（ボイル部長〈ウェイン・グレイス〉）※テレビ朝日版
- サブウェイ・パニック（市長〈リー・ウォレス〉）
- サムライ（警部〈フランソワ・ペリエ〉）※テレビ東京版
- 山河遥かなり（ディック、係官、客〈男〉(1)）
- サンダーアーム/龍兄虎弟（バノン伯爵〈ボジダール・スミルジャニック〉）※フジテレビ版
- JFK（ジャック・マーティン〈ジャック・レモン〉、Y将軍〈デイル・ダイ〉）※テレビ朝日版
- 料理長殿、ご用心（コーナー〈ジャン＝ピエール・カッセル〉）※テレビ朝日版
- ジェリコ（ドーラン〈ジョージ・ペパード〉）
- ジキル&ハイド（執事プール〈ジョージ・コール〉）
- 地獄のシンジケート/CIA・薔薇の戦慄（エリオット〈ロバート・ミッチャム〉）※テレビ東京版
- 七年目の浮気（トム・マッケンジー〈ソニー・タフツ〉）※LD版
- 十戒（セティ1世〈セドリック・ハードウィック〉）※テレビ朝日版
- シティ・オブ・エンジェル（ナサニエル・メッセンジャー〈デニス・フランツ〉）
- シャイニング（スチュアート・アルマン〈バリー・ネルソン〉）
- ジャッカルの日（マリンソン〈ドナルド・シンデン〉）※テレビ東京版
- ジャッジ・ドレッド（ファーゴ長官〈マックス・フォン・シドー〉）※ソフト版
- ジャッジ・ブロンド（フランク・ダヴィンチ）
- シャドー（ピーター・ニール〈アンソニー・フランシオサ〉）※TBS版
- 十二人の怒れる男（陪審員5番〈ジャック・クラグマン〉）※日本テレビ版
- ジュマンジ（サミュエル・アラン・パリッシュ〈ジョナサン・ハイド〉）※フジテレビ版
- ジュリア（アラン・キャンベル〈ハル・ホルブルック〉）※フジテレビ版、（ヨハン〈マクシミリアン・シェル〉）※LD版
- 死霊のはらわたIII/キャプテン・スーパーマーケット（ヘンリー王〈リチャード・グローヴ〉）
- 白いドレスの女（オスカー・グレイス〈J・A・プレストン〉）
- 真実の瞬間（ダリル・F・ザナック〈ベン・ピアッツァ〉）
- 審判（英語版）（イサー・ハレル〈ジェフリー・タンバー〉）
- スーパーマン（少佐〈ラリー・ハグマン〉、所長）※テレビ朝日旧録版
- スカイ・ファイター/地獄の最終指令（ヴィック〈リチャード・ブラッドフォード〉）※テレビ東京版
- スター・ウォーズ エピソード1/ファントム・メナス（シオ・ビブル〈オリヴァー・フォード・デイヴィス〉[55]）
- スター・ウォーズ エピソード2/クローンの攻撃（シオ・ビブル〈オリヴァー・フォード・デイヴィス〉）
- スターゲイト（ウェスト将軍〈レオン・リッピー〉）※フジテレビ版
- スティング（ルーサー・コールマン〈ロバート・アール・ジョーンズ〉、ビル・クレイトン）※テレビ朝日版
- スパイダー（アレックス・クロス〈モーガン・フリーマン〉）※ソフト版
- スフィア（ハロルド・C・バーンズ大佐〈ピーター・コヨーテ〉）
- スポーン（コグリオストロ〈ニコル・ウィリアムソン〉）
- スモール・ソルジャーズ（ジョー〈ディック・ミラー〉、ラルフ〈ロバート・ピカード〉）※VHS版
- 聖衣（カリグラ〈ジェイ・ロビンソン〉）※LD版
- ゼイリブ（宣教師〈レイモン・サン・ジャック〉）
- 成龍拳（ロン〈ワン・ユエ〉）※TBS版
- 戦場にかける橋 ※フジテレビ版
- 戦争の犬たち（オコエ医師〈ウィンストン・ヌシュナ〉）
- 続・猿の惑星（メンデスXXVI〈ポール・リチャーズ〉）※LD版
- そして誰もいなくなった（オットー・マルティーノ）
- ソフィーの選択（ヘス〈ギュンター・マリア・ハルマー〉）※日本テレビ版
- ダークネス（アルベルト〈ジャンカルロ・ジャンニーニ〉）
- ダーティハリー2（フランク・パランシオ〈トニー・ジョルジオ〉、リッカの運転手・ティノ〈ラス・モロ〉）※フジテレビ版
- ターミネーター（ピーター・シルバーマン〈アール・ボーエン〉）※テレビ朝日版
- ターミネーター2（ピーター・シルバーマン〈アール・ボーエン〉）※フジテレビ版
- 大逆転（コールマン〈デンホルム・エリオット〉）※テレビ朝日版
- 第5惑星（ジェリバ〈ルイス・ゴセット・ジュニア〉）
- ダイ・ハード（タカギ社長〈ジェームズ・シゲタ〉）※テレビ朝日版
- 脱走特急（フォン・クレメント少佐〈ヴォルフガング・プライス〉）※日本テレビ版
- 007/ゴールドフィンガー（フェリックス・ライター〈セク・リンダー〉）※テレビ朝日版
- 007/ユア・アイズ・オンリー（ロック〈マイケル・ゴサード〉、タナー〈ジェームズ・ヴィリアーズ〉）※TBS版
- 007/リビング・デイライツ（ゲオルギ・コスコフ将軍〈ジェローン・クラッベ〉）※ANA機内上映版[56]
- タワーリング・インフェルノ（ウィル・ギディングズ〈ノーマン・バートン〉）※フジテレビ版
- ダンス・ウィズ・ウルブズ（ファンブロー〈モーリー・チェイキン〉）※日本テレビ版
- 小さな恋のメロディ（ダニエルの父）※LD版
- 地球に落ちて来た男（ネイサン・ブライス〈リップ・トーン〉）
- 沈黙の島（英語版）（エリス〈エルランド・ヨセフソン〉）
- 沈黙の戦艦（ベイツ提督〈アンディ・ロマーノ〉）※テレビ朝日版
- ツインズ（グレンジャー〈ヒュー・オブライエン〉）※テレビ朝日版
- D.N.A./ドクター・モローの島（モロー博士〈マーロン・ブランド〉）※テレビ朝日版
- ティーン・ウルフ（ハロルド・ハワード〈ジェームズ・ハンプトン〉）
- ティファニーで朝食を（O・J・バーマン〈マーティン・バルサム〉）※日本テレビ版
- 鉄仮面（ダルタニアン〈ルイ・ジュールダン〉）
- デッド・エンド/特捜記者ブラティガンの挑戦（オーウェン・ミルナー〈ドナルド・モファット〉）
- テロリスト・ゲーム2/危険な標的（ニック・コールドウェル〈ウィリアム・ディヴェイン〉）※フジテレビ版
- テン（牧師〈マックス・ショウォルター〉）
- 天国に行けないパパ（バート・シンプソン〈ダブニー・コールマン〉）
- 天地創造（ロト〈ガブリエーレ・フェルツェッティ〉、ヘビ）※日本テレビ版
- トータル・リコール（エッジマー〈ロイ・ブロックスミス〉）※テレビ朝日版
- ドクトル・ジバゴ（エフグラフ〈アレック・ギネス〉）※ソフト版
- トム・クルーズ/栄光の彼方に（ボスコ〈ジェームズ・A・バフィコ〉）
- ドリームチャイルド（ドジソン〈イアン・ホルム〉、ナレーション）※テレビ朝日版
- トワイライト 葬られた過去（レイモンド・ホープ〈ジェームズ・ガーナー〉）
- ドン・サバティーニ（ドワイト・アームストロング〈ケネス・ウェルシュ〉）
- ナイル殺人事件（カルナック号の船長）
- ナッシュビル・ビート/熱い捜査線（ブライアン・オニール〈マーティン・ミルナー〉）
- ナバロンの嵐（ペトロビッチ少佐〈アラン・バデル〉）※テレビ朝日版
- ナバロンの要塞（ジェンセン准将〈ジェームズ・ロバートソン・ジャスティス〉）※フジテレビ版
- ナビゲイター（ファラデー博士〈ハワード・ヘスマン〉）
- 2001年宇宙の旅（ミラー〈ケヴィン・スコット〉）
- ネゴシエーター（フランク・ソリス警部）※ソフト版
- ネバーエンディング・ストーリー（コリアンダー〈トーマス・ヒル〉）※ソフト版、（バスチアンの父親〈ジェラルド・マクレイニー〉）※テレビ朝日版
- ネバーエンディング・ストーリー 第2章（コリアンダー〈トーマス・ヒル〉）※ソフト版
- ネバーエンディング・ストーリー3（コリアンダー〈フレディ・ジョーンズ〉）※テレビ朝日版
- ノース・ダラス40（エメット・ハンター〈ダブニー・コールマン〉）
- ハーヴィ/裸のウサギを持つ男（チャムレイ〈レスリー・ニールセン〉）
- バージニア・ウルフなんかこわくない（ジョージ〈リチャード・バートン〉）
- ハード・トゥ・キル（ケヴィン・オマーリー〈パトリック・コフィン〉）※ソフト版
- バイオ・インフェルノ（ダン・フェアチャイルド博士〈ジェフリー・デマン〉）
- バイオレント・サタデー（ローレンス・ファセット〈ジョン・ハート〉）
- 背信の日々（サム・クラウス〈リチャード・リバティーニ〉）
- ハイランダー 悪魔の戦士（ウォルター・ベドソー〈ジョン・ポリト〉）
- 白鯨（スターバック〈レオ・ゲン〉）※TBS版
- バス停留所（カール〈ロバート・ブレイ〉）※テレビ東京版
- パッセンジャー57（ビッグス署長〈アーニー・ライヴリー〉）※日本テレビ版
- ハットしてキャット（ナレーション〈ヴィクター・ブランド〉）
- バットマン（カール・グリソム〈ジャック・パランス〉）※ソフト版
- バットマン ビギンズ（ルーシャス・フォックス〈モーガン・フリーマン〉）※フジテレビ版
- 波止場（バリー神父〈カール・マルデン〉）※テレビ朝日版
- バトルガンM-16（ライナー〈ジョージ・ディッカーソン〉）
- パニック・イン・スタジアム（ボブ神父〈ミッチェル・ライアン〉）※日本テレビ版、（サム・マッキーヴァー〈マーティン・バルサム〉）※テレビ朝日版
- ハバナ（ジョー・ヴォルビ〈アラン・アーキン〉）
- パピヨンの贈りもの（英語版）（ジュリアン〈ミシェル・セロー〉）
- バラバ（ピラト〈アーサー・ケネディ〉）
- パワープレイ（バリエントス大佐〈ジョージ・トリアトス〉）
- ハンター（保安官〈ベン・ジョンソン〉）※テレビ朝日版
- 悲愁（F・S・フィッツジェラルド〈グレゴリー・ペック〉）
- ビバリーヒルズ・コップ（ダグラス・トッド警部〈ギルバート・R・ヒル〉）※テレビ朝日版
- ピンク・パンサー2（マック〈デヴィッド・ロッジ〉）※ソフト版、（ワダフィ将軍〈ピーター・ジェフリー〉）※日本テレビ版
- ピンク・パンサー4（フィリップ・ドーヴィエ〈ロバート・ウェッバー〉）
- ヒンデンブルグ（エドワード・ダグラス〈ギグ・ヤング〉）※日本テレビ版
- WHO AM I?（シャーマン将軍〈エド・ネルソン〉）※テレビ朝日版
- ファール・プレイ（大司教〈ユージーン・ローチ〉）
- フィフス・エレメント（マンロー将軍〈ブライオン・ジェームズ〉）※日本テレビ版
- フィラデルフィア・エクスペリメント（マグネッセン〈マイケル・カリー〉）※フジテレビ版
- フォー・ザ・ボーイズ（アート・シルヴァー〈ジョージ・シーガル〉）
- 復讐の処刑コップ（カニング〈アンソニー・フリッドジョン〉）※VHS版
- 復讐の夜想曲（ロー〈パトリック・ツェー〉）
- 不思議の国のアリス（ネズミ〈デイヴィ・ケイ〉）
- 復活の日（ボロジノフ博士〈クリス・ウィギンス〉）
- ブラジルから来た少年（ヘンリー・ウィーロック、ハリントン〈マイケル・ガフ〉）
- ブラックピューマ（タウンゼント大佐〈リチャード・ピーターソン〉）※テレビ東京版
- ブラニガン（フィールズ〈メル・ファーラー〉）
- プランケット城への招待状（プランケットの父〈レイ・マカナリー〉）
- フランティック（オースティン〈ジャック・シロン〉）※ソフト版
- プリティ・ウーマン（バーニー・トンプソン支配人〈ヘクター・エリゾンド〉）※フジテレビ版
- ブルーサンダー ※フジテレビ版
- ブルージーン・コップ（トム・ヴォグラー〈ジョージ・ディッカーソン〉）※VHS版
- ブロークン・アロー（プリチェット〈ボブ・ガントン〉）※ソフト版
- ブロードウェイと銃弾（ジュリアン・マークス〈ジャック・ウォーデン〉）
- プロテクター（署長）※フジテレビ版
- ペーパー・ムーン（フロイド〈バートン・ギリアム〉）※TBS版
- ベスト・フレンズ・ウェディング（ウォルター・ウォレス〈フィリップ・ボスコ〉）※ソフト版
- ヘルファイター（TVレポーター、ソングラ医師）
- ベンジー（チャップマン氏〈ピーター・ブレック〉）
- ホーム・アローン（マーリー〈ロバーツ・ブロッサム〉）※テレビ朝日版
- 北海ハイジャック（キング〈デヴィッド・ヘディソン〉）※フジテレビ版、（フレッチャー〈ジョージ・ベイカー〉）※テレビ朝日版
- ホット・ショット（ウィルソン〈エフレム・ジンバリスト・ジュニア〉）※テレビ朝日版
- ホット・スポット（ジョージ〈ジェリー・ハーディン〉）※テレビ東京版
- ボディガード（ビル・デヴァニー〈ビル・コッブス〉）※ソフト版
- ボディ・ターゲット（フランクリン・ヘイル〈ジョス・アクランド〉）※テレビ朝日版
- ポリスアカデミー2 全員出動!（ピート・ラサール署長〈ハワード・ヘスマン〉）
- ポリス・ストーリー/香港国際警察（トム・クウ〈チュウ・ヤン〉）※テレビ朝日版
- ホワイトハウス狂騒曲（ジェフ・ジョンソン〈ジェームズ・ガーナー〉）※フジテレビ版
- マイアミ・ラプソディー（ヴィック〈ポール・マザースキー〉）
- 摩天楼を夢みて（ジョージ・アーロナウ〈アラン・アーキン〉）
- 真夜中の記憶（英語版）（チョタス〈セオドア・ビケル〉）
- 真夜中のサバナ（ソニー・サイラー〈ジャック・トンプソン〉）
- ミシシッピー・バーニング（ティルマン町長〈R・リー・アーメイ〉）※テレビ朝日版
- ミズーリ・ブレイク（ピート・マーカー〈リチャード・ブラッドフォード〉）
- ミスターフロスト（英語版）（サイモン・スコラーリ〈ダニエル・ジェラン〉）
- 密殺集団（ベンジャミン・コールフィールド〈ハル・ホルブルック〉）
- ミッドウェイ（フランク・J・フレッチャー少将〈ロバート・ウェッバー〉）※テレビ朝日版
- ミミック（マニー〈ジャンカルロ・ジャンニーニ〉）※ソフト版
- ミュリエルの結婚（ビル・ヘスロプ〈ビル・ハンター〉）
- ミラーズ・クロッシング（レオ〈アルバート・フィニー〉）
- ミラクルマスター/7つの大冒険（サッコ〈ラルフ・ストレイト〉）※テレビ朝日版
- メッセンジャー・オブ・デス（ゼイナス・ビーチャム〈ジョン・アイアランド〉）
- ヤング・シャーロック/ピラミッドの謎（チェスター・クレイグヴィッチ〈フレディ・ジョーンズ〉）※テレビ朝日版
- ユーズド・カー（サム・スレイトン〈ジョセフ・P・フラハティ〉）
- 48時間（ベン・キーホー〈ブライオン・ジェームズ〉）※日本テレビ旧録版
- ラストUボート（ドイツ語版）（メレンベルク将軍〈マティアス・ハビッヒ〉）
- ランブリング・ローズ（ヒアリー氏〈ロバート・デュヴァル〉）
- ランボー3/怒りのアフガン（グリッグス〈カートウッド・スミス〉）※テレビ朝日版
- 流血の絆（レイモン・ベトゥーン〈ロジェ・アナン〉）
- 流血の絆/野望篇（レイモン・ベトゥーン〈ロジェ・アナン〉）
- 理由なき反抗（レイ・フレミック〈エドワード・プラット〉）※TBS版
- ルーキー（ストロム〈ラウル・ジュリア〉）※TBS版
- レア魔性の肉体（フェリックス・マルルー〈ロルフ・ホッペ〉）※テレビ東京版
- 霊幻道士2 キョンシーの息子たち!（カク教授）
- レイダース/失われたアーク《聖櫃》（ヘルマン・ディートリッヒ〈ヴォルフ・カーラー〉）※日本テレビ版
- レッド・スコルピオン（アンゴ・スンダタ〈ルーベン・オージー〉）※日本テレビ版
- レッド・バロン（オズワルド・ベルケ少佐〈ピーター・マスターソン〉）
- レモ/第1の挑戦（スコット・ワトソン将軍〈ジョージ・コー〉）※テレビ朝日版
- ローズ（ラッジ・キャンベル〈アラン・ベイツ〉）
- ロイ・ビーン（バート・ジャクソン〈ジム・バーク〉）
- ロサンゼルス（ハーマン・ボールドウィン〈アンソニー・フランシオサ〉）※日本テレビ版
- ロミオとジュリエット（キャピュレット〈セバスチャン・キャボット〉）※TBS版
- ロミオ+ジュリエット（ロレンス神父〈ピート・ポスルスウェイト〉）※フジテレビ版
- ワーキング・ガール（アームブリスター）※テレビ朝日版
- ワンス・アポン・ア・タイム・イン・アメリカ（ファット・モー〈ラリー・ラップ〉）※テレビ朝日版

#### ドラマ
- アーノルド坊やは人気者 シーズン1 #6（マイルズ・モンロー）
- 悪魔の手ざわり #12（フィリップス医師）、#14（ワトソン）
- インディ・ジョーンズ/若き日の大冒険
- WITHOUT A TRACE/FBI 失踪者を追え!2（ワイランド）
- オペラ座の怪人（ルドー警部〈ジャン＝ピエール・カッセル〉）
- 恐竜家族（ピアジェ博士）
- 警察署長（フランク・マントン医師）
- 刑事コジャック シーズン1 #13（アート・ゴードン）
- 刑事コロンボシリーズ
  - 刑事コロンボ 指輪の爪あと（ケン・アーチャー〈ブレッド・ハルゼー〉）
  - 刑事コロンボ 黒のエチュード（アレックス・ベネディクト〈ジョン・カサヴェテス〉）※日本テレビ版
  - 新・刑事コロンボ 汚れた超能力（マックス・ダイソン〈アンソニー・ザーブ〉）
  - 新・刑事コロンボ だまされたコロンボ（サー・ハリー・マシューズ〈アラン・スカーフェ〉）
  - 新・刑事コロンボ 大当たりの死（レオン・ラマー〈リップ・トーン〉）
- 刑事スタスキー&ハッチ シーズン1 #6（マニー）、#19（ニック・ドムバリス）
- 警部マクロード
- ケインとアベル（トーマス・コーエン）
- こちらブルームーン探偵社 シーズン2 #12（追う男〈ジム・ヘイニー〉）
- ザ・タイタニック/運命の航海（エドワード・J・スミス〈ジョージ・C・スコット〉）
- ザ・ホワイトハウス（スタンリー）
- 三国志演義（法正考直）※NHK-BS2版
- シークエスト（ネイサン・ブリッジャー艦長〈ロイ・シャイダー〉）
- ジム・ヘンソンのファンタジー・ワールド（チャンシー〈ハリー・ディーン・スタントン〉）
- シャーロック・ホームズの冒険
  - 孤独な自転車乗り（カラザース）
  - 六つのナポレオン（メンデルシュタム〈ヴァーノン・ドブチェフ〉）
- 主任警部モース キドリントンから消えた娘（ジョージ・クレイヴン）
- 私立探偵マグナム シーズン1 #5（フォークス准将〈リチャード・ジョンソン〉）、#17（ロビン・マスターズ〈オーソン・ウェルズ〉）
- 新アウターリミッツ（ジャック〈ボー・スター〉、クルート・ニコルズ〈ボブ・ガントン〉、テオドア・ハリス大佐〈クリフ・ロバートソン〉、ピーター・ヤストレムズキ〈ジョン・エイモス〉）
- 新スパイ大作戦 アサイラム-亡命-（アントノフ）
- スタートレック:ヴォイジャー（オーエン・パリス提督）
- ステート・オブ・プレイ〜陰謀の構図〜（ジョージ）
- スティーブン・キングのランゴリアーズ（ボブ・ジェンキンス〈ディーン・ストックウェル〉）※VHS版
- SOAP ソープ シーズン1 #22（レズニック医師）
- 第一容疑者1 連鎖（ピーター・ローリンズ〈トム・ウィルキンソン〉）
- ダイナスティ（ブレイク・キャリントン〈ジョン・フォーサイス〉）
- 探偵レミントン・スティール
- 地上最強の美女たち!チャーリーズ・エンジェル
  - シーズン2 #6（ジーン・ノックス）、#15（ジョセフ・フリッシュ〈ジェームズ・シッキング〉）
  - シーズン3 #12（ジェレク）
- 地上最強の美女バイオニック・ジェミー シーズン1 #8（ヘンダーソン）、#9（カルロ・スカピーニ）
- 超音速攻撃ヘリ エアーウルフ
  - シーズン1 #4（ヴラダミール・“モーゼ”・ロストフ）
  - シーズン2 #7（ヴラダミール・キンスコフ）
  - シーズン3 #2（アロンゾ・デロモ）、#10（トラン・ヴァン・ヒュー）
- 特捜刑事マイアミ・バイス
  - シーズン1 #2（サム・コーヴィックス）、#6（アルバート・ロンバード〈デニス・ファリーナ〉）
  - シーズン2 #18（パゴーニ〈マイケル・リチャーズ〉）
  - シーズン3 #3（モラレス）、#18（アレクサンダー・ダイクストラ）
- ドクタークイン 大西部の女医物語（ローレン・ブレイ〈オーソン・ビーン〉）
- ドクター・フー（コンスタンチン）
- 特攻野郎Aチーム
  - シーズン2 #16（テイラー牧師〈ジョン・エイモス〉）
  - シーズン3 #17（ジョニー・ロイス）
  - シーズン5 #1・2（ジョシュ・カーティス大尉）
- 秘密指令S #19（ストロベル）
- ミス・マープル 復讐の女神（シュースター）
- 名探偵ポワロ ※NHK版
  - 夢（コーンワージー）
  - チョコレートの箱（サン・タラール）
  - ナイルに死す（レイス大佐〈ジェームズ・フォックス〉）
  - 100万ドル債券盗難事件
- メントーズ 〜世界の偉人たちからのメッセージ〜（ブラド・ツェペシュ）
- ヤングライダーズ シーズン1 #14（デフォレスト・ウィッカム）
- 世にも不思議なアメージング・ストーリー シーズン1 #11（ホレス・スマイビー署長〈パット・ヒングル〉）
- ロサンゼルス大地震（ケビン〈リチャード・メイサー〉）
- ロス警察特捜隊 Strike Force（フランク・マーフィー警部〈ロバート・スタック〉）

#### アニメ
- アラジンの大冒険（ペクター）
- FはFamilyのF（ホルテンヴァッサー） ※S2から、大木民夫の後任
- きつねと猟犬（チーフ）
- きつねと猟犬2 トッドとコッパーの大冒険（チーフ）
- ダンボ（団長）※1983年再公開版
- 地上最強のエキスパートチーム G.I.ジョー（ホーク）
  - 地上最強のエキスパートチーム G.I.ジョー ザ・ムービー（ホーク、トーチ）
- チップとデールの大作戦（チャウ・リー）
- トランスフォーマーシリーズ
  - 戦え!超ロボット生命体トランスフォーマー（ホイルジャック、スカイファイヤー、ビーチコンバー、アダムス、スィンドル、アルファートリン 他）
  - 戦え!超ロボット生命体トランスフォーマー2010（チャー、メトロフレックス、アダムス、アルファートリン 他）
  - トランスフォーマー ザ・ムービー（チャー[57]、ラムジェット[57]）
- バットマン（マークリッジ）
- ピーター・パン（ジョージ・ダーリング）※BVHE版
- まんが宇宙大作戦（ミスター・スポック）
- ミッキーの王子と少年（ホーレス・ホースカラー）
- CODE リョーコ（フランツ・ホッパー）

#### 人形劇
- 海底大戦争 スティングレイ 海底原始人（原始人）
- サンダーバードシリーズ
  - サンダーバード
    - オーシャンパイオニア号の危機（ジョンソン中尉）
    - 危険な遊び（ラングフィールド少尉）

  - サンダーバード6号（ジェフ・トレーシー）※ビデオ版（LD収録）
  - サンダーバード 劇場版（ジェフ・トレーシー）※ビデオ版（LD収録）
- ジョー90 タイガー作戦粉砕
- フラグルロック
- ロンドン指令X 人工衛星スパイ（フォレスター）

### 特撮
1966年
- マグマ大使 第18話「生き人形の怪」（警部）

1968年
- マイティジャック 第10話「爆破指令」（パイロット）※坂済名義

1969年
- 魔神バンダー（医師）

1972年
- ウルトラマンA（第5話・第35話のゾフィーの声、地底超人アングラモンの声、第31話のウルトラセブンの声）
- 帰ってきたウルトラマン（宇宙忍者バルタン星人Jr.の声、宇宙怪人ストラ星人の声、触角宇宙人バット星人の声）
- 仮面ライダー（ベアーコンガーの声）
- 仮面ライダー対ショッカー（再生ムカデラスの声、再生ユニコルノスの声、再生ゲバコンドルの声、再生トリカブトの声）
- 変身忍者 嵐
- ミラーマン（第48話のインベーダーの声）

1973年
- クレクレタコラ（ナレーション、デブラの声、ビラゴンの声、ヘララの声、シクシクの声、イカリーの声）
- ファイヤーマン（メトロール星通信装置の声）
- へんしん!ポンポコ玉（ペケペケの声）

1974年
- 仮面ライダーX（司令の声）

1975年
- 仮面ライダーアマゾン（支配者の声）

1976年
- 宇宙鉄人キョーダイン（ロボンフッド1の声）
- 超神ビビューン（魔壷の声）

1977年
- 惑星大戦争（シュミット博士の声）

### テレビドラマ
- 部長刑事（ABC）
- 商魂（1960年、ABC）
- サンヨーテレビ劇場 / 良人の青春（1961年、TBS）
- 夫婦百景 第212話「おふくろ女房」（1962年、NTV）
- 隠密剣士（TBS / 宣弘社プロダクション）※阪修名義
  - 第2部「忍法甲賀衆」第7話（1963年） - 駕籠かき
  - 第3部「忍法伊賀十忍」第2話 - 第4話（1963年） - 下柘植耳平
- 風雪 第32話「万民・億民・兆民」（1964年、NHK）
- ザ・ガードマン（TBS）
  - 坂修名義
    - 第8話「第9レースを狙え」（1965年）
    - 第59話「人喰い鮫」（1966年）
    - 第68話「赤い関係」（1966年）

  - 阪脩名義
    - 第76話「赤い身代金」（1966年）
    - 第87話「檻の中の女」（1966年）
    - 第91話「復讐の赤い牙」（1966年）
    - 第109話「忘れられない顔」（1967年） - オリオン繊維宣伝部長
    - 第121話「魔性の女」（1967年）
    - 第142話「悪魔の爪あと」（1967年）
    - 第210話「トラック強盗部隊」（1969年）
    - 第227話「怪談・霧の夜は殺人鬼が笑う」（1969年） - 関西弁の船員
    - 第233話「殺人ガスの恐怖が降ってくる」（1969年） - スパイの一員
    - 第240話「生きては帰れぬ地獄トリデ」（1969年） - 関西弁の坑夫
    - 第264話「宝石と女の戦争」（1970年）
- 定年退職（1967年、NHK）
- 平四郎危機一発 第26話「脅迫者を追え」（1968年、TBS）
- 花子ちゃん（1968年、CX）
- サインはV 第41話（1970年、TBS）
- 鬼平犯科帳 第1シリーズ（1969年 - 1970年、NET / 東宝）
  - 第29話「麻布ねずみ坂」（1970年） - 川谷の庄吉
  - 第62話「罪ほろぼし」（1970年） - 助次郎
- 旗本退屈男 第12話（1970年、CX）
- 天皇の世紀 第一部（1971年、ABC）
- 飛び出せ!青春 第13話「さらば高校五年生!」（1972年、NTV）
- 泣くな青春 第4話「空白の遺書」（1972年、CX）
- 鬼平犯科帳 第2シリーズ 第23話「泥鰌の和助始末」（1972年） - 金谷の久七
- 眠狂四郎 第17話「岡っ引どぶが来た」（1973年、KTV / 東映）
- 太陽にほえろ!（NTV）
  - 第158話「顔」（1975年） - 小谷金属社長室長
  - 第198話「死ぬな、ジュン!」（1976年） - 城南署刑事
  - 第315話「ライバル」（1978年） - 富岡信雄
  - 第353話「ラスト・チャンス」（1979年） - 菊池の元上司
  - 第396話「記念樹」（1980年） - 城南署刑事
  - 第412話「似顔絵」（1980年） - 矢追総合病院眼科医
  - 第620話「素晴らしき人生」（1984年） - 大石刑事（港署）
  - 第667話「デュークという名の刑事」（1985年） - 大里利一
- 同心部屋御用帳 江戸の旋風 第38話「金色の鈴」（1976年、CX）
- 華麗なる刑事 第3話「人質交換」（1977年、CX）
- 江戸の激斗（1979年） - 奉行の声
- 年末時代劇スペシャル / 忠臣蔵（1985年、NTV） - 奥田孫太夫
- 大河ドラマ / 秀吉（1996年、NHK） - 里村紹巴
- 青春の門〜筑豊篇〜（2005年、TBS）

### 映画
- 新幹線大爆破（1975年）
- 東京湾炎上（1975年）
- 十三通目の手紙（2004年）

### その他コンテンツ
- 青山二丁目劇場オリジナルドラマ「夕日のうた」（勝次）
- 映像の世紀（ジョージ・バーナード・ショー、マハトマ・ガンジー、ヴィクター・ブルワー＝リットン 他）
- ういっち!（ナレーション）
- クラシックミステリー 名曲探偵アマデウス（ナレーション）
- グレートトラバース 〜日本百名山一筆書き踏破〜（朗読）
- サラリーマンNEO（ナレーション）
- Happiness is…（ナレーション、メットライフ生命保険提供のミニ番組）
- こどもにんぎょう劇場「風のくれたおくりもの」
- こまねこ（おじい）
- 日曜美術館（朗読）
- 世界一受けたい授業（声の出演）
- NHKスペシャル（ボイスオーバー）
- フィルムは生きてる（ナレーション）
- 朗読会「魂の声・失われた24年」（2004年）
- 松下電器産業　Panasonicブレンビー「こんにちは赤ちゃん」ラジオCM（1992年）
- コズミックフロント〜発見!驚異の大宇宙〜「旧ソ連 幻の宇宙計画〜天才科学者コロリョフの見た夢〜」（ボイスオーバー）
- 東京ディズニーリゾート
  - 東京ディズニーランド
    - ピノキオの冒険旅行（コーチマン）※追加収録部分
    - モンスターズ・インク“ライド&ゴーシーク!”（スティンキー）

  - 東京ディズニーシー
    - タワー・オブ・テラー（コーネリアス・エンディコット三世）

### シリーズ一覧
1. ↑  「究極対至高 長寿料理対決!!」（1992年）、「日米コメ戦争」（1993年）
2. ↑  『グリム名作劇場』（1988年）、『新グリム名作劇場』（1988年）
3. ↑  「年忘れ特大号」（1993年）
4. ↑  『SPIRITS』（2007年）、『GENESIS』（2016年）